# Dálnice A1 (Německo)
Dálnice A1, německy Bundesautobahn 1 (zkratka BAB 1), zkráceně Autobahn 1 (zkratka A1), je německá dálnice dlouhá 732 kilometrů. Začíná na pobřeží Baltského moře ve městě Heiligenhafen a končí v Sársku, v Saarbrückenu. Dálnice ještě není kompletně dostavěná. Na jejím počátku je v provozu jen v polovičním profilu a mezi městy Blankenheim a Daun není vybudovaná vůbec.
Kromě klasického značení A1 je dálnice v některých úsecích označena jinými názvy, které jsou pozůstatky etapové výstavby. Na začátku mezi Hamburkem a Heiligenhafenem je označována jako Vogelfluglinie. Mezi Lübeckem a Porúřím je používán název Hansalinie a mezi křižovatkami Kolín-západ (Kreuz Köln-West) a Vulkaneifel (Dreieck Vulkaneifel) je používán název Eifelautobahn.

## Průběh trasy

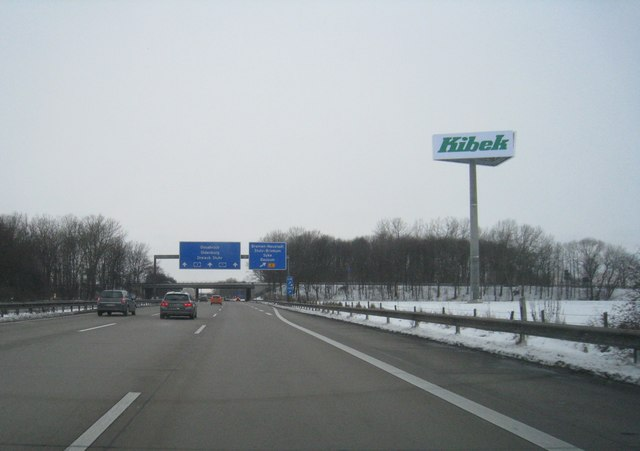
A1 v Brémách

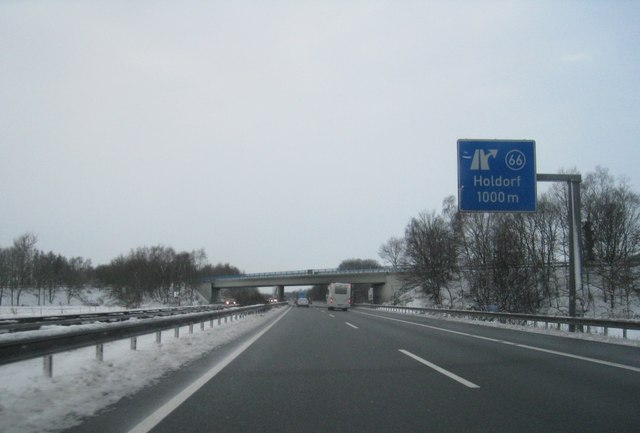
Výjezd Holdrof

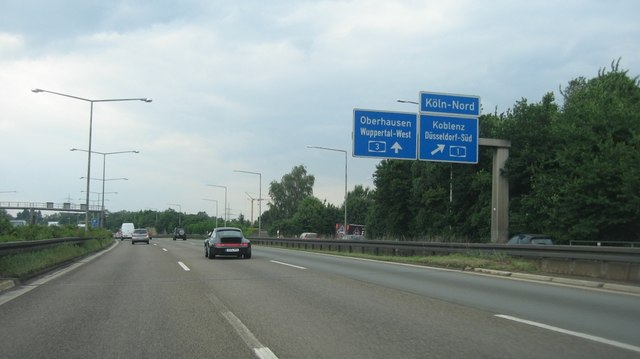
Křižovatka s A3 v Koblenci

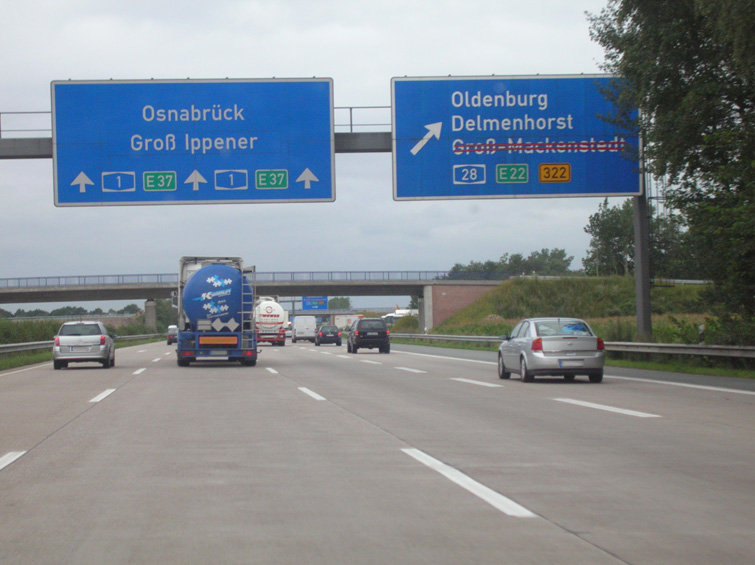
Portálové značení v Brémách

Dálnice A1 začíná nedaleko přístavního města Heiligenhafen v německé spolkové zemi Šlesvicko-Holštýnsko na pobřeží Baltského moře. Odtud pokračuje jihozápadním směrem kolem města Oldenburg in Holstein směrem k dalšímu přístavu – Lübecku. Zde se A1 mimoúrovňově kříží s dálnicí A20, která směřuje do spolkové země Meklenbursko-Přední Pomořansko. Jihozápadně od Lübecku jsou další dvě dálniční křižovatky. V té první se A1 kříží s dálnicí A21 směřující do Kielu. V té druhé se A1 kříží s dálnicí A24, jenž vede do Berlína. Následně prochází Hamburkem, kde se nacházejí dálniční křižovatky s dálnicemi A25 vedoucí do města Geesthacht, A250 směřující do Lüneburgu a A7, která pokračuje do jižní části Německa.
Za Hamburkem dálnice pokračuje přes Dolní Sasko a Brémy jihozápadním směrem, kde dochází ke křížení s dálnicí A27 směřující do Cuxhavenu a Walsrode. Za Brémami se od A1 odpojuje dálnicí A28, jenž směřuje směrem k Oldenburgu a Východnímu Frísku. Za křižovatkou Ahlhorner Heide s dálnicí A29, která vede do Wilhelmshavenu se trasa dálnice A1 stáčí na jih, kde prochází kolem Osnabrücku. Na dálniční křižovatce nacházející se západně od Osnabrücku se A1 kříží s dálnicí A30 směřující do Bad Oeynhausenu.
A1 přechází do Severní Porýní-Vestfálska a prochází rozsáhlou konurbací v Porýní a Porúří. Jelikož v tomto případě jde o velmi hustě zalidněné oblasti, i hustota dopravy je tu vysoká, a proto se zde nachází několik dálničních křižovatek. U Münsteru se jedná i křížení s dálnicí A43, dále s dálnicí A2 mířící do Hannoveru a do Berlína. V jihovýchodním Porýní prochází dálnice Dortmundem, kde se nachází křižovatka s A44 vedoucí do Kasselu a křižovatka s A45, která vede do Frankfurtu. U Wuppertalu se A1 kříží s dálnicí A46 směřující do Düsseldorfu a u Leverkusenu se kříží s A3, jenž vede napříč celou zemí až do Pasova na rakouské hranici. V Kolíně nad Rýnem se dále nachází křižovatky s dálnicí A59 vedoucí do Düsseldorfu, s dálnicí A57 směřující do Krefeldu a s dálnicí A4 vedoucí do Cách. A1 je dočasně ukončená u obce Blankenheim. Chybějící úsek je v současnosti ve stádiu příprav, respektive částečně ve výstavbě.
Dálnice opět začíná u obce Rengen ve spolkové zemi Porýní-Falco a kříží se zde s dálnicí A48 směřující do Koblencu a dále s dálnicí A60, která vede do Bitburgu. Na křižovatce Moseltal se od A1 odpojuje dálnice A602 do centra Trevíru. Na jih od tohoto města na křižovatce začíná dálnice A62 vedoucí do Pirmasensu a dále i dálnice A8 pokračující do Lucemburska. Dálnice končí na výjezdě Saarbrücken-Burbach.
Dálnice A1 prochází na trase několik evropských silnic. Jejich přehled je uveden v následující tabulce:
| Evropská silnice E47  | Puttgarden – Lübeck             |
| Evropská silnice E22  | Lübeck – Bremen                 |
| Evropská silnice E37  | Bremen – Köln                   |
| Evropská silnice E31  | Köln – Bliesheim                |
| Evropská silnice E29  | Bliesheim – Blankenheim         |
| Evropská silnice E4   | Vulkaneifel – Moseltal          |
| Evropská silnice E42  | Wittlich-Mitte – Kreuz Wittlich |
| Evropská silnice E422 | Moseltal – Saarbrücken          |

## Dálniční křižovatky

Kreuz Köln-West (104)

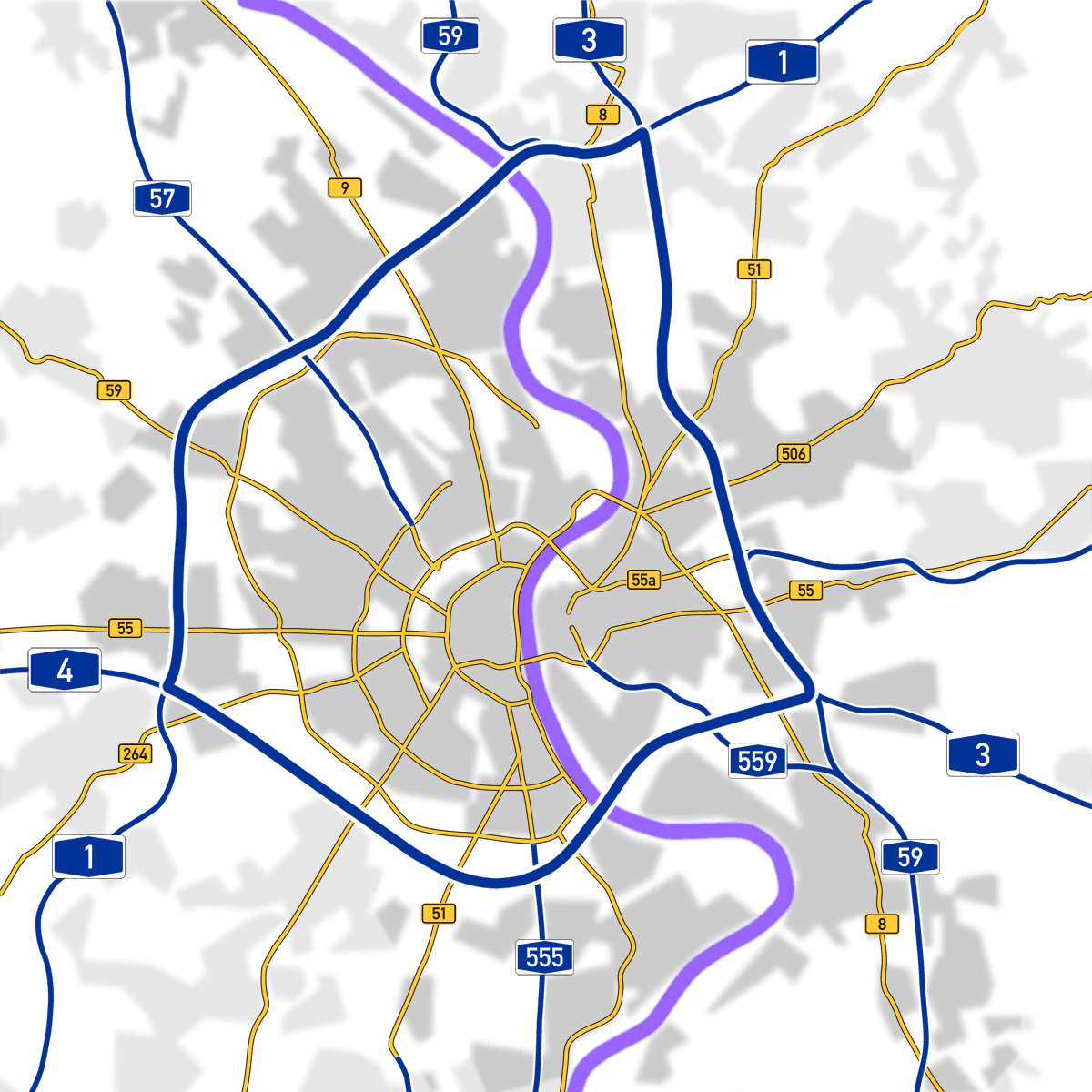
Náčrt kolínskeho okruhu (Kölner Ring)

Kreuz Bliesheim (109)

| Dálnice A226 | Křižovatka | (20)  | Dreieck Bad Schwartau   | v provozu |
| Dálnice A20  | Křižovatka | (24)  | Kreuz Lübeck            | v provozu |
| Dálnice A21  | Křižovatka | (27)  | Kreuz Bargteheide       | v provozu |
| Dálnice A24  | Křižovatka | (31)  | Kreuz Hamburg-Ost       | v provozu |
| Dálnice A25  | Křižovatka | (35)  | Dreieck Hamburg-Südost  | v provozu |
| Dálnice A252 | Křižovatka | (36)  | Kreuz Hamburg-Süd       | v provozu |
| Dálnice A255 | Křižovatka | (36)  | Kreuz Hamburg-Süd       | v provozu |
| Dálnice A39  | Křižovatka | (39)  | Maschener Kreuz         | v provozu |
| Dálnice A7   | Křižovatka | (39)  | Maschener Kreuz         | v provozu |
| Dálnice A7   | Křižovatka | (40)  | Horster Dreieck         | v provozu |
| Dálnice A261 | Křižovatka | (43)  | Buchholzer Dreieck      | v provozu |
| Dálnice A27  | Křižovatka | (53)  | Bremer Kreuz            | v provozu |
| Dálnice A28  | Křižovatka | (58a) | Dreieck Stuhr           | v provozu |
| Dálnice A29  | Křižovatka | (62)  | Dreieck Ahlhorner Heide | v provozu |
| Dálnice A33  | Křižovatka | (69)  | Dreieck Wallenhorst     | plánováno |
| Dálnice A30  | Křižovatka | (72)  | Kreuz Lotte/Osnabrück   | v provozu |
| Dálnice A43  | Křižovatka | (78)  | Kreuz Münster-Süd       | v provozu |
| Dálnice A2   | Křižovatka | (82)  | Kamener Kreuz           | v provozu |
| Dálnice A44  | Křižovatka | (84)  | Kreuz Dortmund/Unna     | v provozu |
| Dálnice A45  | Křižovatka | (86)  | Westhofener Kreuz       | v provozu |
| Dálnice A43  | Křižovatka | (92)  | Kreuz Wuppertal-Nord    | v provozu |
| Dálnice A46  | Křižovatka | (92)  | Kreuz Wuppertal-Nord    | v provozu |
| Dálnice A3   | Křižovatka | (98)  | Kreuz Leverkusen        | v provozu |
| Dálnice A59  | Křižovatka | (99)  | Kreuz Leverkusen-West   | v provozu |
| Dálnice A57  | Křižovatka | (101) | Kreuz Köln-Nord         | v provozu |
| Dálnice A4   | Křižovatka | (104) | Kreuz Köln-West         | v provozu |
| Dálnice A61  | Křižovatka | (107) | Dreieck Erfttal         | v provozu |
| Dálnice A61  | Křižovatka | (109) | Kreuz Bliesheim         | v provozu |
| Dálnice A553 | Křižovatka | (109) | Kreuz Bliesheim         | v provozu |
| Dálnice A48  | Křižovatka | (120) | Dreieck Vulkaneifel     | v provozu |
| Dálnice A60  | Křižovatka | (126) | Kreuz Wittlich          | v provozu |
| Dálnice A602 | Křižovatka | (130) | Dreieck Moseltal        | v provozu |
| Dálnice A62  | Křižovatka | (135) | Dreieck Nonnweiler      | v provozu |
| Dálnice A8   | Křižovatka | (143) | Kreuz Saarbrücken       | v provozu |

## Historie

### Do roku 1945

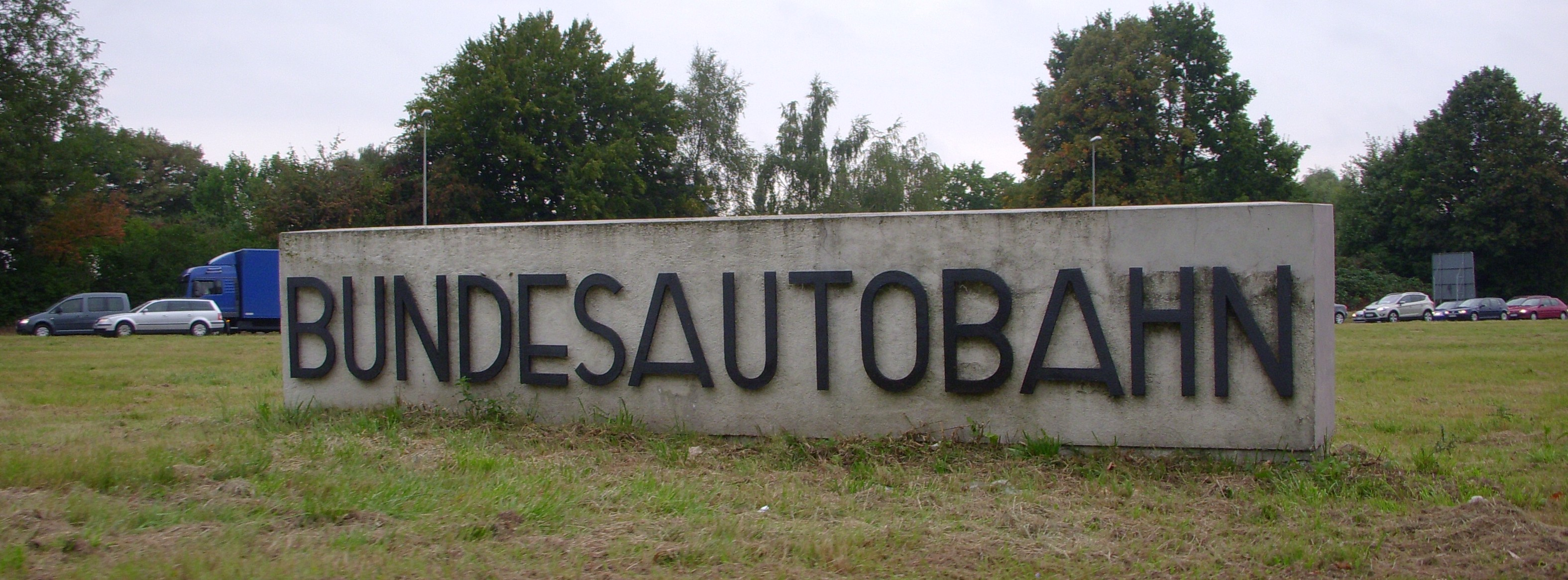
Označení dálnice z 30. let v Hamburku. Do 50. let tam byl nápis REICHSAUTOBAHN

Už od konce 20. let se v Německu začalo s plánováním vysokokapacitní silnice pro dálkovou dopravu bez úrovňových křižovatek. Plánování pokročilo na přelomu 20. a 30. let a výstavba byla započata za éry národního socialismu po nástupu Adolfa Hitlera k moci. Nově naplánované silnice byly nazvány Reichsautobahnen, tedy říšské dálnice.
Výstavba současné dálnice A1 začala v polovině 30. let. V roce 1936 byl otevřen 71 kilometrů dlouhý úsek mezi Hamburkem a Brémami, od křižovatky Dibbersen po křižovatku Oyten. Následující rok byla dálnice prodloužená od Oytenu po tzv. Brémskou křižovatku (Bremer Kreuz) a postavená byla i navazující část současné dálnice A27. V roce 1939 byl dostavěn krátký úsek jižně od Hamburku. Stavělo se i v severní části trasy dálnice – v tomto období se otevřel úsek mezi Hamburkem a Lübeckem.
Koncem 30. let byla postavená i jedna z prvních dálničních křižovatek v Německu. Jednalo se o Kamener Kreuz severozápadně od Dortmundu. Do začátku druhé světové války se postavilo ještě 25 kilometrů dálnice severně od Leverkusenu. Výstavba úseku nedaleko Remscheidu musela být kvůli válečným událostem až do roku 1951 přerušena. Nicméně se ještě stihl vybudovat úsek v oblasti Eifel nedaleko obce Hasborn.

### V letech 1945–1970
Po druhé světové válce byla německá síť silnic ve špatném technickém stavu, proto se v prvních poválečných letech práce omezily jen na rekonstrukce. V roce 1951 byly obnoveny stavební práce na úseku Wermelskirchen-Remscheid, který se začal budovat ještě za vlády Hitlera. Tento úsek byl otevřen 15. července 1953. V roce 1956 byla dálnice prodloužena po město Hagen a o rok později byla dokončená křižovatka s dálnicí A44 v Dortmundu společně s úsekem do Kamenu.
V 60. letech byl postaven obchvat Hamburku, jenž spojil předválečně budované úseky Hamburk-Lübeck a Hamburk-Brémy i další kratší chybějící úseky u Brém v Porúří. V roce 1970 již tedy byl v provozu souvislý úsek dálnice mezi přístavem Lübeck a Kolínem nad Rýnem.

### V letech 1970–2000
Začátkem 70. let se začalo s výstavbou úseku severně od Lübecku. Do roku 1980 byla dálnice prodloužená až do Oldenburgu. Ve stejném roce bylo rovněž dokončeno spojení Kolína nad Rýnem s Blankenheimem, kde dálnice v současnosti končí. Na přelomu 70. a 80. let se rozběhla výstavba dálnice mezi městy Saarbrücken a Daun.

### Po roce 2000
V tomto období je výstavba soustředěna převážně na dostavbu chybějícího úseku mezi Blankenheimem a Daumem v regionu Eifel. Rovněž byl zprovozněn úsek na severu mezi Oldenburgem a Heiligenhafenem, avšak do značné míry pouze v polovičním profilu, proto je oficiálně zatím součástí Spolkové silnice B207.

## Rozšíření
Dálnice A1 je ve většině své délky vybudovaná ve čtyřech jízdních pruzích. Několik úseků bylo kvůli vysoké intenzitě dopravy rozšířeno o jeden jízdní pruh v každém směru.
Prvním rozšířeným úsekem ve směru stáční[určitě?(typo,...)] dálnice je úsek mezi křižovatkami Dreieck Bad Schwartau a  Maschener Kreuz, který je však v okolí křižovatek Dreieck Hamburg-Südost a Kreuz Hamburg-Süd krátce zúžen do čtyř jízdních pruhů.
Dalším takovým úsekem je obchvat Brém mezi křižovatkami Bremer Kreuz a Delmenhorst-Ost. U měst Osnabrück a Münster následují kratší rozšířené úseky.
Mezi křižovatkami Kamener Kreuz a Köln-Lövenich v Porýní-Porúří se nachází nejdelší šestipruhový úsek A1. Posledním rozšířeným úsekem je krátký úsek nedaleko města Bliesheim.
Krom toho ještě existuje několik krátkých pasáží, hlavně ve stoupáních, které jsou postaveny v uspořádání jízdních pruhů 2+3, resp. 3+2.